# 누수 (별자리)
누수(婁宿) 또는 루수는 동아시아의 별자리인 이십팔수의 하나이다. 서방백호 7수(宿) 중 두 번째에 해당된다.
서양 별자리의 양자리의 일부에 해당된다.

## 누수에 속한 별자리
누수에 속한 별자리들은 다음과 같다.
| 별자리 | 한자   | 별 개수 | 위치               |
| ------ | ------ | ------- | ------------------ |
| 누     | 婁     | 3       | 양자리             |
| 좌경   | 左更   | 5       |                    |
| 우경   | 右更   | 5       |                    |
| 천창   | 天倉   | 6       | 고래자리           |
| 천유   | 天庾   | 3       |                    |
| 천장군 | 天將軍 | 11      | 안드로메다, 삼각형 |

## 참고 문헌
- 권근 외, 『천상열차분야지도』, 서운관(書雲觀), 1395
- 이문규, 《고대 중국인이 바라본 하늘의 세계》, 문학과 지성사, 2000
- 이순지 저, 김수길.윤상철 역,《천문류초》, 대유학당, 1998
- 박창범, 《하늘에 새긴 우리역사》, 김영사, 2002